# 19294 Weymouth
19294 Weymouth è un asteroide della fascia principale. Scoperto nel 1996, presenta un'orbita caratterizzata da un semiasse maggiore pari a 2,4038669 UA e da un'eccentricità di 0,1041654, inclinata di 5,91324° rispetto all'eclittica.